# Amblin Entertainment
Amblin Entertainment es una productora de cine y televisión fundada en 1980 por el director Steven Spielberg y los productores Kathleen Kennedy y Frank Marshall. Su nombre procede de Amblin' (cortometraje con que Spielberg iniciaría su exitosa carrera) y su logo es la famosa silueta del vuelo en bicicleta de E.T. y Eliott recortándose contra la luna llena. Además, se compuso una melodía para esta cortinilla de Amblin.

## Producciones destacadas
Entre sus producciones más exitosas cabe destacar: la propia E.T., el extraterrestre, su segundo éxito consecutivo con Gremlins en 1984, Gremlins 2: la nueva generación de 1990, ¿Quién engañó a Roger Rabbit? de 1988, Back to the Future de 1985, Back to the Future Part II de 1989, Back to the Future Part III de 1990, Parque Jurásico de 1993, The Lost World: Jurassic Park de 1997, Parque Jurásico III de 2001 y Jurassic World de 2015.

## Cortinilla y Universal Studios
En las producciones de Universal Studios sólo aparece esta cortinilla de Amblin. Con motivo del 20.º aniversario de E.T., el extraterrestre, esta productora reeditó su cortinilla para incluir el vuelo de Elliot y ET atravesando el globo terráqueo de Universal en lugar de la luna original.

## Producciones

### Largometrajes
| Título                                            | Año de estreno | Distribuidora                                         | Coproducctora | Director(es)                                             |
| ------------------------------------------------- | -------------- | ----------------------------------------------------- | --- | -------------------------------------------------------- |
| Continental Divide                                | 1981           | Universal Pictures                                    | — | Michael Apted                                            |
| Poltergeist                                       | 1982           | Metro-Goldwyn-Mayer                                   | — | Tobe Hooper                                              |
| E.T., el extraterrestre                           | 1982           | Universal Pictures                                    | — | Steven Spielberg                                         |
| Twilight Zone: The Movie                          | 1983           | Warner Bros.                                          | — | John Landis, Steven Spielberg, Joe Dante, George Miller  |
| Gremlins                                          | 1984           | Warner Bros.                                          | — | Joe Dante                                                |
| Fandango                                          | 1985           | Warner Bros.                                          | — | Kevin Reynolds                                           |
| Los Goonies                                       | 1985           | Warner Bros.                                          | — | Richard Donner                                           |
| Back to the Future                                | 1985           | Universal Pictures                                    | U-Drive Productions                                                                                                | Robert Zemeckis                                          |
| Young Sherlock Holmes                             | 1985           | Paramount Pictures                                    | — | Barry Levinson                                           |
| El color púrpura                                  | 1985           | Warner Bros.                                          | The Guber-Peters Company                                                                                           | Steven Spielberg                                         |
| The Money Pit                                     | 1986           | Universal Pictures                                    | — | Richard Benjamin                                         |
| An American Tail                                  | 1986           | Universal Pictures                                    | Sullivan Bluth Studios                                                                                             | Don Bluth                                                |
| Harry and the Hendersons                          | 1987           | Universal Pictures                                    | — | William Dear                                             |
| Innerspace                                        | 1987           | Warner Bros.                                          | The Guber-Peters Company                                                                                           | Joe Dante                                                |
| El imperio del sol                                | 1987           | Warner Bros.                                          | — | Steven Spielberg                                         |
| Batteries Not Included                            | 1987           | Universal Pictures                                    | — | Matthew Robbins                                          |
| ¿Quién engañó a Roger Rabbit?                     | 1988           | Buena Vista Pictures Distribution                     | Touchstone Pictures Silver Screen Partners III                                                                     | Robert Zemeckis                                          |
| The Land Before Time                              | 1988           | Universal Pictures                                    | Lucasfilm Sullivan Bluth Studios                                                                                   | Don Bluth                                                |
| Dad                                               | 1989           | Universal Pictures                                    | Ubu Productions | Gary David Goldberg                                      |
| Back to the Future Part II                        | 1989           | Universal Pictures                                    | U-Drive Productions                                                                                                | Robert Zemeckis                                          |
| Always                                            | 1989           | Universal Pictures                                    | United Artists | Steven Spielberg                                         |
| Joe contra el volcán                              | 1990           | Warner Bros.                                          | — | John Patrick Shanley                                     |
| Gremlins 2: la nueva generación                   | 1990           | Warner Bros.                                          | Michael Finnell Productions                                                                                        | Joe Dante                                                |
| Back to the Future Part III                       | 1990           | Universal Pictures                                    | U-Drive Productions                                                                                                | Robert Zemeckis                                          |
| Aracnofobia                                       | 1990           | Buena Vista Pictures Distribution                     | Hollywood Pictures Tangled Web Productions                                                                         | Frank Marshall                                           |
| An American Tail: Fievel Goes West                | 1991           | Universal Pictures                                    | — | Phil Nibbelink y Simon Wells                             |
| Cape Fear                                         | 1991           | Universal Pictures                                    | Cappa Films Tribeca Productions                                                                                    | Martin Scorsese                                          |
| Hook                                              | 1991           | TriStar Pictures                                      | — | Steven Spielberg                                         |
| Noises Off!                                       | 1992           | Buena Vista Pictures Distribution                     | Touchstone Pictures Nothing On Productions Touchwood Pacific Partners                                              | Peter Bogdanovich                                        |
| A Far Off Place                                   | 1993           | Buena Vista Pictures Distribution                     | Walt Disney Pictures Touchwood Pacific Partners                                                                    | Mikael Salomon                                           |
| Rex, un dinosaurio en Nueva York                  | 1993           | Universal Pictures                                    | — | Dick Zondag, Ralph Zondag, Phil Nibbelink, y Simon Wells |
| Parque Jurásico                                   | 1993           | Universal Pictures                                    | — | Steven Spielberg                                         |
| La lista de Schindler                             | 1993           | Universal Pictures                                    | — | Steven Spielberg                                         |
| A Dangerous Woman                                 | 1993           | Universal Pictures                                    | Gramercy Pictures Island World Rollercoaster Productions                                                           | Stephen Gyllenhaal                                       |
| Los Picapiedra                                    | 1994           | Universal Pictures                                    | Hanna-Barbera | Brian Levant                                             |
| The Little Rascals                                | 1994           | Universal Pictures                                    | King World Productions                                                                                             | Penelope Spheeris                                        |
| Little Giants                                     | 1994           | Warner Bros.                                          | — | Duwayne Dunham                                           |
| To Wong Foo, Thanks for Everything! Julie Newmar  | 1995           | Universal Pictures                                    | — | Beeban Kidron                                            |
| Los puentes de Madison                            | 1995           | Warner Bros.                                          | Malpaso Productions                                                                                                | Clint Eastwood                                           |
| How to Make an American Quilt                     | 1995           | Universal Pictures                                    | — | Jocelyn Moorhouse                                        |
| Casper                                            | 1995           | Universal Pictures                                    | The Harvey Entertainment Company                                                                                   | Brad Silberling                                          |
| Balto                                             | 1995           | Universal Pictures                                    | — | Simon Wells                                              |
| Twister                                           | 1996           | Universal PicturesWarner Bros.                        | Constant c Productions                                                                                             | Jan de Bont                                              |
| The Trigger Effect                                | 1996           | Universal Pictures                                    | Gramercy Pictures                                                                                                  | David Koepp                                              |
| Hombres de Negro                                  | 1997           | Columbia Pictures                                     | Parkes/MacDonald Productions                                                                                       | Barry Sonnenfeld                                         |
| The Lost World: Jurassic Park                     | 1997           | Universal Pictures                                    | — | Steven Spielberg                                         |
| Saving Private Ryan                               | 1998           | Paramount PicturesDreamWorks                          | Mark Gordon Productions Mutual Film Company                                                                        | Steven Spielberg                                         |
| Deep Impact                                       | 1998           | Paramount PicturesDreamWorks                          | The Manhattan Project Zanuck/Brown Productions                                                                     | Mimi Leder                                               |
| Pequeños guerreros                                | 1998           | Universal PicturesDreamWorks                          | — | Joe Dante                                                |
| La máscara del Zorro                              | 1998           | TriStar Pictures                                      | — | Martin Campbell                                          |
| In Dreams                                         | 1999           | DreamWorks                                            | — | Neil Jordan                                              |
| Los Picapiedra en Viva Rock Vegas                 | 2000           | Universal Pictures                                    | Hanna-Barbera | Brian Levant                                             |
| Parque Jurásico III                               | 2001           | Universal Pictures                                    | — | Joe Johnston                                             |
| A.I. Inteligencia Artificial                      | 2001           | Warner Bros.                                          | DreamWorks Stanley Kubrick Productions                                                                             | Steven Spielberg                                         |
| Minority Report                                   | 2002           | 20th Century Fox                                      | DreamWorks Blue Tulip Productions Cruise/Wagner Productions                                                        | Steven Spielberg                                         |
| Atrápame si puedes                                | 2002           | DreamWorks                                            | Kemp Company Parkes/MacDonald Productions Splendid Pictures                                                        | Steven Spielberg                                         |
| Hombres de negro II                               | 2002           | Columbia Pictures                                     | Parkes/MacDonald Productions                                                                                       | Barry Sonnenfeld                                         |
| La terminal                                       | 2004           | DreamWorks                                            | Parkes/MacDonald Productions                                                                                       | Steven Spielberg                                         |
| La guerra de los mundos                           | 2005           | Paramount Pictures                                    | DreamWorks Cruise/Wagner Productions                                                                               | Steven Spielberg                                         |
| Múnich                                            | 2005           | Universal Pictures                                    | DreamWorks Alliance Atlantis Barry Mendel Productions The Kennedy/Marshall Company Peninsula Films                 | Steven Spielberg                                         |
| La leyenda del Zorro                              | 2005           | Columbia Pictures                                     | Spyglass Entertainment Tornado Productions                                                                         | Martin Campbell                                          |
| Memorias de una geisha                            | 2005           | Columbia Pictures                                     | DreamWorks Red Wagon Productions Spyglass Entertainment                                                            | Rob Marshall                                             |
| Monster House                                     | 2006           | Columbia Pictures                                     | ImageMovers Relativity Media                                                                                       | Gil Kenan                                                |
| Flags of Our Fathers                              | 2006           | Paramount PicturesWarner Bros.                        | DreamWorks Malpaso Productions                                                                                     | Clint Eastwood                                           |
| Cartas desde Iwo Jima                             | 2006           | Warner Bros.                                          | DreamWorks Malpaso Productions                                                                                     | Clint Eastwood                                           |
| Más allá de la vida                               | 2010           | Warner Bros.                                          | Malpaso Productions The Kennedy/Marshall Company                                                                   | Clint Eastwood                                           |
| Super 8                                           | 2011           | Paramount Pictures                                    | Bad Robot Productions                                                                                              | J. J. Abrams                                             |
| Las aventuras de Tintín: El secreto del unicornio | 2011           | Paramount PicturesColumbia Pictures                   | DreamWorks Nickelodeon Movies The Kennedy/Marshall Company WingNut Films                                           | Steven Spielberg                                         |
| War Horse                                         | 2011           | Walt Disney Studios Motion Pictures                   | Touchstone Pictures DreamWorks Reliance Entertainment The Kennedy/Marshall Company                                 | Steven Spielberg                                         |
| Hombres de negro III                              | 2012           | Columbia Pictures                                     | Parkes/MacDonald ImageNation Media Magik Entertainment Hemisphere Media Capital                                    | Barry Sonnenfeld                                         |
| Lincoln                                           | 2012           | 20th Century Fox                                      | DreamWorks Dune Entertainment Participant Media Reliance Entertainment The Kennedy/Marshall Company                | Steven Spielberg                                         |
| The Hundred-Foot Journey                          | 2014           | Walt Disney Studios Motion Pictures                   | DreamWorks Reliance Entertainment Participant Media ImageNation Harpo Films                                        | Lasse Hallström                                          |
| Jurassic World                                    | 2015           | Universal Pictures                                    | Legendary Entertainment The Kennedy/Marshall Company                                                               | Colin Trevorrow                                          |
| Bridge of Spies                                   | 2015           | 20th Century FoxWalt Disney Studios Motion Pictures   | DreamWorks Reliance Entertainment Participant Media                                                                | Steven Spielberg                                         |
| The BFG                                           | 2016           | Walt Disney Studios Motion Pictures                   | Reliance Entertainment Walden Media                                                                                | Steven Spielberg                                         |
| A Dog's Purpose                                   | 2017           | Universal Pictures                                    | Reliance Entertainment Walden Media Pariah Entertainment Group                                                     | Lasse Hallström                                          |
| The Post                                          | 2017           | Universal PicturesWalt Disney Studios Motion Pictures | 20th Century Fox DreamWorks Participant Media Pascal Pictures Star Thrower Entertainment                           | Steven Spielberg                                         |
| Ready Player One                                  | 2018           | Warner Bros.                                          | Village Roadshow Pictures Access Entertainment RatPac-Dune Entertainment De Line Pictures Farah Films & Management | Steven Spielberg                                         |
| Jurassic World: El Reino Caído                    | 2018           | Universal Pictures                                    | Legendary Entertainment Perfect World Pictures The Kennedy/Marshall Company                                        | J. A. Bayona                                             |
| The House with a Clock in its Walls               | 2018           | Universal Pictures                                    | Mythology Entertainment                                                                                            | Eli Roth                                                 |
| A Dog's Journey                                   | 2019           | Universal Pictures                                    | Reliance Entertainment Walden Media Alibaba Pictures Pariah Entertainment Group                                    | Gail Mancuso                                             |
| Men in Black: International                       | 2019           | Sony Pictures Releasing                               | Columbia Pictures Parkes+MacDonald Productions Image Nation Abu Dhabi                                              | F. Gary Gray                                             |
| Cats                                              | 2019           | Universal Pictures                                    | Monumental Pictures The Really Useful Group Working Title Films Perfect World Pictures                             | Tom Hooper                                               |
| Finch                                             | 2021           | Apple TV+                                             | Dutch Angle ImageMovers Reliance Entertainment Alibaba Pictures Misher Films Walden Media                          | Miguel Sapochnik                                         |
| West Side Story                                   | 2021           | Walt Disney Studios Motion Pictures                   | 20th Century Studios TSG Entertainment                                                                             | Steven Spielberg                                         |
| Los Fabelman                                      | 2022           | Universal Pictures                                    | — | Steven Spielberg                                         |
| Jurassic World: Dominion                          | 2022           | Universal Pictures                                    | Perfect World Pictures The Kennedy/Marshall Company                                                                | Colin Trevorrow                                          |
| Maestro                                           | 2023           | Netflix                                               | Sikelia Productions Fred Berner Films Joint Effort                                                                 | Bradley Cooper                                           |
| El Color Púrpura                                  | 2023           | Warner Bros.                                          | OW Films SGS Pictures Quincy Jones Productions Domain Entertainment                                                | Blitz the Ambassador                                     |
| Twisters                                          | 2024           | Universal PicturesWarner Bros.                        | The Kennedy/Marshall Company                                                                                       | Lee Isaac Chung                                          |
| Jurassic World: Rebirth                           | 2025           | Universal Pictures                                    | The Kennedy/Marshall Company                                                                                       | Gareth Edwards                                           |

#### Próximas películas
| Título                                         | Año de estreno | Distribuidora                    | Coproductora                                          | Director(es)     |
| ---------------------------------------------- | -------------- | -------------------------------- | ----------------------------------------------------- | ---------------- |
| The Thursday Murder Club                       | 2025           | Netflix                          | Jennifer Todd Pictures Maiden Voyage Pictures         | Chris Columbus   |
| Hamnet                                         | 2025           | Focus FeaturesUniversal Pictures | Hera Pictures Neal Street Productions Book of Shadows | Chloé Zhao       |
| Próxima película dirigida por Steven Spielberg | 2026           | Universal Pictures               | —                                                     | Steven Spielberg |
| Película biográfica sin título de los Bee Gees | Por anunciar   | Paramount Pictures               | Scott Free Productions GK Films Sister                | Por anunciar     |
| Cola Wars                                      | Por anunciar   | Sony Pictures Releasing          | Apatow Productions                                    | Judd Apatow      |
| Big Tree                                       | Por anunciar   | Universal Pictures               | Illumination                                          | Por anunciar     |

### Televisión
- Amazing Stories (1985-1987)
- Tiny Toon Adventures (1990-1992)
- Harry y los Henderson (1991-1993)
- Back to the Future: La serie animada (1991-1992)
- Fievel's American Tails (1992)
- The Plucky Duck Show (1992)
- Family Dog (1993)
- Animaniacs (1993-1998)
- seaQuest DSV (1993-1996)
- ER (1994-2009)
- Earth 2 (1994-1995)
- Fudge (1995)
- ¡Fenomenoide! (1995-1997)
- Pinky y Cerebro (1995-1998)
- The Spooktacular New Adventures of Casper (1996-1998)
- Pinky, Elmyra and the Brain (1998-1999)
- On the Lot (2007)
- En busca del valle encantado (2007-)
- The Talisman (2009, miniserie)
- Under the Dome (2013, serie para CBS)
- Animaniacs (2020-2023)
- Jurassic World: Campamento Cretácico (2020-2022)
- Halo (2022-2024